# Elvis Afrifa
Elvis Afrifa (* 30. November 1997) ist ein niederländischer Leichtathlet, der sich auf den Sprint spezialisiert hat. 2024 wurde er mit der niederländischen 4-mal-100-Meter-Staffel in Rom Vizeeuropameister.

## Sportliche Laufbahn
Erste internationale Erfahrungen sammelte Elvis Afrifa im Jahr 2022, als er bei den Europameisterschaften in München mit der niederländischen 4-mal-100-Meter-Staffel in 38,25 s den vierten Platz belegte. 2024 gewann er dann bei den Europameisterschaften in Rom in 38,46 s gemeinsam mit Taymir Burnet, Xavi Mo-Ajok und Nsikak Ekpo die Silbermedaille hinter dem italienischen Team. Anschließend verpasste er bei den Olympischen Sommerspielen in Paris mit der Staffel mit 38,48 s den Finaleinzug. Im Jahr darauf belegte er bei den Halleneuropameisterschaften in Apeldoorn mit neuem Landesrekord von 6,55 s den vierten Platz im 60-Meter-Lauf und löste damit Raphael Bouju als Rekordhalter ab.
2024 wurde Afrifa niederländischer Meister im 100-Meter-Lauf sowie 2025 Hallenmeister über 60 Meter.

## Persönliche Bestleistungen
- 100 Meter: 10,18 s (+1,0 m/s), 28. Juni 2024 in Hengelo
  - 60 Meter (Halle): 6,55 s, 8. März 2025 in Apeldoorn (niederländischer Rekord)
- 200 Meter: 20,97 s (+1,1 m/s), 4. Juni 2022 in Oordegem